# Episodi di Law & Order - Unità vittime speciali (quarta stagione)

Il cast principale durante la quarta stagione:
Ice-T (Det. Odafin Tutuola), Richard Belzer (Det. John Munch), Mariska Hargitay (Det. Olivia Benson), Dann Florek (Cap. Donald Cragen), Christopher Meloni (Det. Elliot Stabler), B. D. Wong (Dott. George Huang) e Stephanie March (Alexandra Cabot).

La quarta stagione della serie televisiva Law & Order - Unità vittime speciali, composta da 25 episodi, è stata trasmessa in prima visione negli USA dalla NBC dal 27 settembre 2002 al 16 maggio 2003.
In Italia, la stagione è stata trasmessa in prima visione da Fox dal 20 febbraio al 21 maggio 2004, e in chiaro da Rete 4 dall'11 ottobre 2005 all'11 marzo 2006 (saltando l'episodio 16, poi trasmesso il 25 novembre 2006).
| nº | Titolo originale  | Titolo italiano        | Prima TV USA      | Prima TV Italia  |
| -- | ----------------- | ---------------------- | ----------------- | ---------------- |
| 1  | Chameleon         | Il camaleonte          | 27 settembre 2002 | 20 febbraio 2004 |
| 2  | Deception         | L'inganno              | 4 ottobre 2002    | 20 febbraio 2004 |
| 3  | Vulnerable        | Vulnerabile            | 11 ottobre 2002   | 27 febbraio 2004 |
| 4  | Lust              | Una nuova vita         | 18 ottobre 2002   | 27 febbraio 2004 |
| 5  | Disappearing Acts | Testimoni fantasma     | 25 ottobre 2002   | 5 marzo 2004     |
| 6  | Angels            | Angeli in catene       | 1º novembre 2002  | 5 marzo 2004     |
| 7  | Dolls             | Bambole                | 8 novembre 2002   | 12 marzo 2004    |
| 8  | Waste             | Coma profondo          | 15 novembre 2002  | 12 marzo 2004    |
| 9  | Juvenile          | Le amicizie pericolose | 22 novembre 2002  | 19 marzo 2004    |
| 10 | Resilience        | Capacità di recupero   | 6 dicembre 2002   | 19 marzo 2004    |
| 11 | Damaged           | L'innocente            | 10 gennaio 2003   | 2 aprile 2004    |
| 12 | Risk              | Il rischio             | 17 gennaio 2003   | 2 aprile 2004    |
| 13 | Rotten            | Vendetta personale     | 24 gennaio 2003   | 9 aprile 2004    |
| 14 | Mercy             | Pietà                  | 31 gennaio 2003   | 9 aprile 2004    |
| 15 | Pandora           | Il vaso di Pandora     | 7 febbraio 2003   | 16 aprile 2004   |
| 16 | Tortured          | Torturata              | 14 febbraio 2003  | 16 aprile 2004   |
| 17 | Privilege         | Il privilegio          | 21 febbraio 2003  | 23 aprile 2004   |
| 18 | Desperate         | Disperazione           | 14 marzo 2003     | 23 aprile 2004   |
| 19 | Appearances       | Il sito                | 28 marzo 2003     | 30 aprile 2004   |
| 20 | Dominance         | Ascendente             | 4 aprile 2003     | 30 aprile 2004   |
| 21 | Fallacy           | Sorpresa               | 18 aprile 2003    | 7 maggio 2004    |
| 22 | Futility          | Futilità               | 25 aprile 2003    | 7 maggio 2004    |
| 23 | Grief             | Il frutto del dolore   | 2 maggio 2003     | 14 maggio 2004   |
| 24 | Perfect           | Perfezione             | 9 maggio 2003     | 14 maggio 2004   |
| 25 | Soulless          | Senz'anima             | 16 maggio 2003    | 21 maggio 2004   |

## Il camaleonte
- Titolo originale: Chameleon
- Diretto da: Jean de Segonzac
- Scritto da: Tara Butters e Michele Fazekas

### Trama
Seguendo le tracce di uno stupratore recentemente rilasciato sulla parola, gli investigatori si imbattono nell'omicidio di una prostituta durante un'irruzione in un club per uomini e vengono chiamati sulla scena del crimine, dove scoprono che lo stupratore è stato ferito per legittima difesa dalla sua stessa pistola. Tuttavia, l'arma del delitto è stata utilizzata anche in un altro crimine mentre era ancora in prigione, portando gli investigatori a indagare sulla vittima di stupro, Maggie Peterson, attraverso una lunga scia di casi irrisolti. La Peterson si rivela essere una pericolosa serial killer sociopatica che si comporta in modo camaleontico. La Cabot vorrebbe chiedere la pena capitale, che sarebbe applicata per la prima volta su una donna nello stato di New York.
- Guest star: Charlayne Woodard (Sorella Peg), Sharon Lawrence (Maggie Peterson), Sara Ramirez (Lisa Perez)

## L'inganno
- Titolo originale: Deception
- Diretto da: Constantine Makris
- Scritto da: Tara Butters e Michele Fazekas

### Trama
Un ritratto di famiglia dipinto da una bambina dell'asilo porta gli investigatori a indagare su sua madre Gloria, una celebre attrice, per abusi sessuali su minori, nei confronti del figliastro adolescente Kyle. Quando il padre del ragazzo viene trovato assassinato, il fulcro delle indagini si sposta sul ragazzo e la sua matrigna fa di tutto per proteggerlo e impedire agli investigatori di scoprire l'orribile verità. Dopo la morte del padre Gloria svela di essere incinta del marito defunto, la l'Unità Vittime Speciali sospetta che invece sia di Kyle, e nel frattempo decide di sposarsi col figliastro ormai diciassettenne per legalizzare la relazione. In seguito Gloria afferma di essere stata stuprata ed accusa un suo ex amante, Frank, dicendo che è anche l'assassino del marito, ma qualcosa non quadra. 
- Guest star: Sherilyn Fenn (Gloria Stanfield), Frank Grillo (Frank Barbarossa), Jonathan Bennett (Kyle Fuller).
- Curiosità: la storia è parzialmente ispirata ad un reale fatto di cronaca avvenuto negli Stati Uniti. Nella versione italiana il dialogo iniziale tra Olivia Benson e la bambina con cui inizia l'episodio è stato censurato, ed è disponibile solo nelle versioni home video in DVD, senza doppiaggio.

## Vulnerabile
- Titolo originale: Vulnerable
- Diretto da: Juan José Campanella
- Scritto da: Dawn DeNoon e Lisa Marie Petersen

### Trama
Quando una donna anziana irrompe in un appartamento, gli investigatori scoprono che è stata maltrattata, ma devono indagare senza informazioni credibili dalla vittima perché questa soffre del morbo di Alzheimer. Scoprono che è stata rilasciata da una casa di cura per la custodia del figlio finanziariamente losco, che diventa il principale sospettato. Tuttavia, tornano alla casa di cura per trovare una coppia di sospetti, tra cui la direttrice che descrive in dettaglio i pericoli affrontati sia dai pazienti che dal personale.

## Una nuova vita
- Titolo originale: Lust
- Diretto da: Michael Fields
- Scritto da: Amanda Green

### Trama
La moglie di un avvocato in pensione, medico di salute pubblica, viene trovata uccisa e violentata a Central Park. Il suo lavoro consisteva nel contattare i partner sessuali di pazienti affetti da HIV, il che fornisce agli investigatori una lunga lista di sospetti. La scoperta di un secondo cadavere a Central Park con la stessa firma sposta l'attenzione su un serial killer; tuttavia, le indagini portano a un uomo che non è a conoscenza dei crimini, ma ha una lontana connessione con la dottoressa e suo marito.
- Guest star: Michael Gross (Arthur Esterman), Kate Levering (Miss Kitty).

## Testimoni fantasma
- Titolo originale: Disappearing Acts
- Diretto da: Alex Zakrzewski
- Scritto da: Judith McCreary

### Trama
Gli investigatori rispondono a un brutale stupro solo per avere la vittima presa in custodia da agenti federali con l'accusa di truffa. L'indagine li porta da un duo padre-figlio che fanno parte del Programma federale di protezione dei testimoni e da un agente determinato a proteggerli, indipendentemente dalle conseguenze, in modo che possano testimoniare contro la mafia russa.
- Guest star: John Heard (Peter Sipes/Gregory Rossovitch), Michael Kelly (Mark),Caprice Benedetti (Amanda Curry).

## Angeli in catene
- Titolo originale: Angels
- Diretto da: Arthur W. Forney
- Scritto da: Robert F. Campbell e Jonathan Greene

### Trama
Il corpo di un ragazzino maltrattato viene trovato nel bagagliaio di una navetta aeroportuale. Gli investigatori indagano sul caso, scoprendo che il tutore del ragazzino è un pedofilo, ma quando vanno ad arrestarlo trovano solo il suo cadavere a letto con i genitali rimossi. La successiva indagine li porta a un'agenzia viaggi specializzata in viaggi esotici per predatori sessuali. Stabler è disgustato quando scopre che l'uomo responsabile dell'omicidio e della castrazione è lui stesso il capo dei pedofili, che ha ucciso un membro della sua stessa organizzazione per aver usato più coercizione del solito. L'uomo afferma che non ha mai usato la forza ma si è limitato a usare le parole per convincere i ragazzi che stuprava a essere consenzienti compreso il suo stesso figlio adottivo e che aveva punito il suo affiliato per aver brutalizzato e picchiato i figli adottivi. Tuttavia Elliot gli dice che è peggiore del suo stesso affiliato che ha ucciso credendo di essere migliore di lui per le sue presunte regole morali in quanto il criminale ha tradito l'amore e l'affetto delle persone che gli volevano bene. 

## Bambole
- Titolo originale: Dolls
- Diretto da: Darnell Martin
- Scritto da: Amanda Green

### Trama
Quando viene scoperto il corpo in decomposizione di una bambina di cinque anni molestata sessualmente, l'indagine di Benson e Stabler li porta alla dolorosa realtà che stanno cercando uno stupratore seriale di bambini, mentre corrono per salvare la vita della sua ultima vittima. Mentre la madre della ragazza scomparsa attende freneticamente notizie su dove si trovi sua figlia, deve accettare il fatto che la sua recente crisi di astinenza potrebbe aver avuto un ruolo nel destino di sua figlia.
- Guest star: David Harbour (Terry Jessup)

## Coma profondo
- Titolo originale: Waste
- Diretto da: Donna Deitch
- Scritto da: Lisa Marie Petersen e Dawn DeNoon

### Trama
L'indagine sullo stupro di una donna in coma porta a un medico, la cui ricerca sulle cellule staminali è finanziata da un miliardario con il morbo di Parkinson che cerca disperatamente una cura. I genitori della donna chiedono l'affidamento del bambino che doveva essere raccolto per le cellule staminali, mentre la difesa sostiene che la loro sperimentazione su un paziente che probabilmente non si sveglierà mai serve a un bene superiore.
- Guest star: Bruce Davison (Dr. Graham Mandell)

## Le amicizie pericolose
- Titolo originale: Juvenile
- Diretto da: Constantine Makris
- Scritto da: Michele Fazekas e Tara Butters

### Trama
Una malata di cancro che stava coltivando marijuana nel suo appartamento viene trovata violentata e uccisa, mandando gli investigatori a caccia di due studenti delle medie, ciascuno dei quali incolpa l'altro. La squadra dell'accusa si trova di fronte al dilemma di processare il ragazzo più grande da adulto, nonostante le prove che non fosse mentalmente in grado di commettere i crimini.

## Capacità di recupero
- Titolo originale: Resilience
- Diretto da: Joyce Chopra
- Scritto da: Patrick Harbinson

### Trama
Quando una ragazza di quindici anni viene salvata dal buttarsi sotto a un treno, l'Unità vittime speciali viene chiamata ad aiutarla. Accusa falsamente un ex fidanzato di averla violentata, ma quando la ricerca si rivolge alla sua famiglia disfunzionale, vengono alla luce diverse sorprese. Da un padre eccessivamente disponibile, bambini misteriosi e un braccialetto che apparteneva a una vittima di omicidio, gli investigatori svelano un complotto dei genitori della ragazza per usare i bambini in modo poco lecito.
- Guest star: Titus Welliver (Tom Landricks), Rachael Bella (Jackie Landricks).

## L'innocente
- Titolo originale: Damaged
- Diretto da: Juan José Campanella
- Scritto da: Barbie Kligman

### Trama
Una bambina di sei anni, che è stata gravemente ferita in un'apparente rapina andata male, muore in seguito alle ferite riportate e risulta positiva a una malattia a trasmissione sessuale. Gli investigatori indagano sulla famiglia, sul commesso e sul figlio di un importante avvocato che sembrava sventare il crimine. Dopo che sono emerse prove che la sorella maggiore della bambina usciva con il presunto predatore sessuale, l'assistente di procuratore distrettuale Cabot tenta di annullare l'accordo che era stato fatto con la sorella maggiore per la sua testimonianza. Si scopre che in realtà la sorella adottiva in realtà è una psicopatica e ha indotto il suo fidanzato a violentare la sorellina seppur il ragazzo fosse riluttante a fare una cosa del genere e, quando la bambina stanca degli abusi aveva deciso di raccontare tutto ai genitori, la folle ragazza aveva ordinato al suo ragazzo e a un suo compagno di fingere una rapina nel negozio e sparare alla bimba per metterla a tacere. La squadra scopre che la ragazza da bambina era stata violentata dal padre pedofilo e a causa delle violenze subite era impazzita diventando una sociopatica senza scrupoli. Seppur fosse stata adottata e amata dalla famiglia adottiva quando i genitori adottivi ebbero la figlia biologica lei si era sentita defraudata del loro amore e aveva fatto tutto questo perché odiava la sorella sentendosi messa in secondo piano e voleva liberarsi della sorellina in modo definitivo. La folle psicopatica non mostra rimorso per le sue azioni nemmeno quando viene minacciata con la pena di morte affermando di essere già morta dentro tanto tempo prima.
- Guest star: Dan Lauria (Peter Kurtz), Michael Gaston (Malcolm Field), Ari Graynor (Missy Kurtz).

## Il rischio
- Titolo originale: Risk
- Diretto da: Juan José Campanella
- Scritto da: Robert F. Campbell e Jonathan Greene

### Trama
Quando un bambino muore dopo aver bevuto latte artificiale che è stato scoperto essere intriso di cocaina, gli investigatori si scontrano con il sergente Ed Tucker, che indaga su un cartello della droga che contrabbanda cocaina in latte artificiale. L'esperienza di Tutuola nella Divisione Narcotici si rivela utile e Stabler viene inviato sotto copertura come potenziale spacciatore. La squadra è condotta da uno di loro, il detective Greg Kendall, un poliziotto altamente decorato che è diventato un ladro. Tuttavia, l'operazione incontra un intoppo e Stabler deve scegliere se uccidere o essere ucciso.
- Guest star: Isabel Gillies (Kathy Stabler), Robert John Burke (Sergente Ed Tucker), Matt Mulhern (Detective Brad Kendall).

## Vendetta personale
- Titolo originale: Rotten
- Diretto da: Constantine Makris
- Scritto da: Judith McCreary

### Trama
Nelle loro indagini sulla morte di un prigioniero, Benson e Tutuola scoprono che è stato aggredito prima di essere incarcerato. Successivamente scoprono diversi omicidi di spacciatori nel distretto in cui l'uomo è stato arrestato e che due poliziotti di questo distretto avevano un collegamento con ogni caso.
- Guest star: William Mapother (Luke Edmunds), Terry Serpico (Les Cooper), Agustin Rodriguez (Hector Ramirez).
- Curiosità: Terry Serpico è sposato con l'attrice Kadia Saraf, personaggio ricorrente nel ruolo dell'avvocatessa Anya Avital nella stessa serie.

## Pietà
- Titolo originale: Mercy
- Diretto da: David Platt
- Scritto da: Christos Gage e Ruth Fletcher

### Trama
Quando il corpo di una bambina viene trovato all'interno di un frigorifero, gli investigatori devono indagare su chi sia e come ci sia arrivata. Presto scoprono che la bambina aveva una malattia genetica nota come malattia di Tay-Sachs che avrebbe portato a una morte dolorosa durante l'infanzia. Quando i genitori ammettono di aver ucciso umanamente la loro figlia per risparmiarle quel destino, Cabot deve perseguirli per omicidio, nonostante le riserve. Interessato al caso, il detective Munch partecipa al processo.
- Guest star: Judd Hirsch (Dr. Judah Platner), Elizabeth Mitchell (Andrea Brown).

## Il vaso di Pandora
- Titolo originale: Pandora
- Diretto da: Alex Zakrzewski
- Scritto da: Michele Fazekas e Tara Butters

### Trama
Con Olivia coinvolta in un caso di molestie su minori, Stabler viene affiancato da Sam Bishop, un detective della omicidi, che lavora con lui per risolvere lo stupro e il brutale omicidio di una donna, che si rivela essere un'esca per adescare i pedofili e arrestarli. L'indagine porta sulle tracce di Mia Van Wagner, una quattordicenne scomparsa che è stata rapita da un pedopornografo straniero. La caccia conduce Stabler fino a Praga, dove l'Interpol sta indagando sul commercio del sesso in Europa, tramite l'agente speciale Kate Logan. Il colpevole viene catturato, svelando un enorme giro di pedofili online. Quando i clienti a New York vengono scoperti, Stabler salva una ragazza dalla casa di un molestatore di bambini. 
- Guest star: William McNamara (Detective Sam Bishop), Alexis Dziena (Mia Van Wagner), Dagmara Dominczyk (Kate Logan).

## Torturata
- Titolo originale: Tortured
- Diretto da: Steve Shill
- Scritto da: Dawn DeNoon e Lisa Marie Petersen

### Trama
Una donna tibetana che è stata torturata nel suo paese d'origine viene trovata uccisa, con un piede mancante. Dopo un'esaustiva ricerca di potenziali sospetti, l'assassino risulta essere vittima di torture per mano di sua madre che ha cercato di usare la violenza per curarlo dal suo feticismo delle scarpe.
- Guest star: Frederick Weller (Preston Bennett), Steve Schirripa (Paulie Obregano).

## Il privilegio
- Titolo originale: Privilege
- Diretto da: Jean de Segonzac
- Scritto da: Patrick Harbinson

### Trama
I detective Benson e Stabler vengono chiamati sulla scena del crimine: una giovane donna vestita con un'uniforme da cameriera si è apparentemente suicidata gettandosi da un attico; tuttavia, a causa del grado di lividi legati al sesso, credono che potrebbe essere stata violentata e uccisa. Il motivo dell'omicidio viene svelato quando gli investigatori indagano su una strana relazione tra uno degli occupanti dell'attico e sua nonna.
- Guest star: Erik von Detten (Drew Lamerly), John Bolger (Douglas Lamerly), Sarah Wayne Callies (Jenny Rochester).

## Disperazione
- Titolo originale: Desperate
- Diretto da: David Platt
- Scritto da: Amanda Green

### Trama
Dopo che un bambino è stato testimone della brutale aggressione sessuale, stupro e omicidio della sua matrigna, suo padre biologico blocca gli sforzi degli investigatori per interrogarlo. Il piccolo non riesce a parlare a causa della paura e del trauma del padre, il principale sospettato dell'omicidio della sua seconda moglie. Sebbene l'ordine del tribunale di obbligare la testimonianza del bambino abbia esito positivo, il giudice ordina comunque agli investigatori di non parlargli. Poiché manca poco tempo all'inizio del processo, viene compiuto uno sforzo disperato per riportare il bambino in contatto con la madre biologica, scomparsa tre anni fa grazie all'aiuto di una rete di sostegno alle vittime di violenza domestica. Dopo che il bambino ha parlato con sua madre, lei gli dà il coraggio di rivelare l'identità dell'assassino della sua matrigna.

## Il sito
- Titolo originale: Appearances
- Diretto da: Alex Zakrzewski
- Scritto da: Stephen Belber (soggetto e sceneggiatura), Vanessa Place (soggetto) e Liz Friedman (soggetto)

### Trama
Durante una gita, uno studente dice al suo insegnante di aver trovato una valigia. L'insegnante contatta immediatamente il NYPD per chiamare la squadra di artificieri. La polizia trova il corpo di una bambina all'interno della valigia. Il caso viene quindi consegnato ai detective Elliot Stabler e Olivia Benson. Scoprono che la bambina era nel giro dei concorsi di bellezza. Uno dei sospetti racconta agli investigatori come ha trovato un modo per uccidere la ragazza. Un pornografo viene processato per aver dato istruzioni su come uccidere tramite una presunta storia di pedopornografia sul sito web della sua azienda. Si scopre che il materiale non rientra nella lettera delle leggi sulla pornografia infantile poiché consiste in immagini di modelli che sono stati modificati digitalmente per apparire minorenni. Le implicazioni per la libertà di espressione spingono l'ex mentore di Cabot ad aiutare la difesa.
- Guest star: Michael Hobbs (Sig. Roumel), Brian Kerwin (Stanley Billings).

## Ascendente
- Titolo originale: Dominance
- Diretto da: Steve Shill
- Scritto da: Robert F. Campbell e Jonathan Greene

### Trama
Un quadruplo omicidio di due coppie con sfumature sessuali è solo l'inizio di un'intensa serie di omicidi che coinvolge Dave Duethorn, un detective della omicidi. La tavola era imbandita per sette persone, e altre due sono una terza coppia che ha trovato le quattro vittime. I primi sospetti ricadono sul settimo commensale, che però, poco tempo dopo viene trovato aggredito per strada, in modo simile ai quattro omicidi, e finisce per morire in ospedale. A quel punto le aggressioni e le morti si moltiplicano, con alcune altre ragazze che risultano scomparse. Mentre l'intera squadra lotta contro il tempo per prevenire ulteriori vittime, le prove portano Tutuola da Al Baker, un sovrintendente edile e dai suoi due figli, Charlie e Billy. Inizialmente un'impronta di scarpa sulla scena del crimine porta la squadra a fermare Billy, ma durante un colloquio col fratello il Dott. George Huang si rende conto che c'è un rapporto di sudditanza tra i due e decidono di tenere sotto controllo anche Charlie. Nel frattempo viene ritrovata una nuova vittima uccisa, ed allora le indagini si stringono ancora di più.
- Guest star: Erik Palladino (Detective Dave Duethorn),  Ian Somerhalder (Charlie Baker), Jason Ritter (Billy Baker), Richard Bekins (Earl Briggs), Frank Langella (Al Baker).

## Sorpresa
- Titolo originale: Fallacy
- Diretto da: Juan José Campanella
- Scritto da: Barbie Kligman (sceneggiatura) e Joshua Kotcheff (soggetto)

### Trama
Benson e Stabler cercano di dimostrare la legittima difesa di Cheryl Avery, una vittima di stupro, che ha ucciso il suo aggressore, Joe, fratello del suo fidanzato, Eddie, in bagno durante una festa.  Gli eventi prendono una svolta insolita quando scoprono che la vittima è transgender. Il fidanzato della vittima è scioccato nell'apprendere questo e si suicida con una overdose di farmaci per il cuore, in suo possesso durante la custodia in quanto cardiopatico. Quando l'angoscia provata per tutta la vita dalla donna viene espressa dettagliatamente in tribunale, Cabot inizia a sentirsi in colpa per averla mandata in prigione (che sarebbe una prigione maschile per una donna transgender pre-operatoria, che legalmente viene ancora considerata come uomo).
- Guest star: Katherine Moennig (Cheryl Avery), Chad Lindberg (Eddie Cappilla), Philip Hoffman (psichiatra forense).

## Futilità
- Titolo originale: Futility
- Diretto da: Alex Zakrzewski
- Scritto da: Michele Fazekas e Tara Butters

### Trama
Dopo aver arrestato Michael Gardner, un uomo sospettato di aver violentato quattro diverse donne del vicinato, i detective Benson e Stabler tentano di ottenere un atto d'accusa per il presunto stupratore con l'aiuto di un testimone oculare chiave: la sua ultima vittima. L'accusa, orchestrata dalla Cabot sulla base di impronte digitali identiche e su un modus operandi identico, con le vittime strangolate con una corda fino a farle svenire per poi abusare di loro, viene contestata dalla difesa in quanto basata su prove circostanziali, ed in zone diverse. Anche il fatto che Gardner si trovi in un bar dove entra la quarta vittima non basta ad accusarlo. Poco dopo emergono nuove prove, quando il sospettato viola un ordine di restrizione e scatta l'arresto. Tuttavia, la decisione del sospettato di gestire la propria difesa mette in dubbio l'esito del processo poiché si rivela un formidabile avversario per Cabot. A  sorpresa, dopo alcuni giorni di processo l'imputato scappa e fa una quinta vittima, stuprandola con lo stesso modus operandi ed arrivando anche a tagliare un lembo di pelle dove è rimasta una sua impronta di morso. Ma avendo lasciato comunque il calco dei  denti sul muscolo finalmente  Alexandra Cabot ha qualcosa in mano per incastrarlo.              
- Guest star: Fred Savage (Michael Gardner).

## Il frutto del dolore
- Titolo originale: Grief
- Diretto da: Constantine Makris
- Scritto da: Adisa Iwa

### Trama
Vanessa Bevins, una cameriera, viene trovata morta in un vicolo fuori dal bar dove lavora. La sua morte è considerata un suicidio perché il capo della vittima, Perry Williams, l'ha violentata continuamente e l'ha portata alla depressione. Le prove del DNA vengono considerate insufficienti perché Williams afferma che tra loro c'era in realtà un rapporto consensuale, benché burrascoso. Durante le indagini Stabler è convinto che Wiliams sia colpevole, ma non ha in mano prove sufficienti. Quando Ray Bevins, il padre della vittima, si avvicina troppo a Stabler, egli scatta e giura vendetta contro lo stupratore di sua figlia. Le prove continuano a restare troppo circostanziali, ed allora il padre decide di farsi giustizia da solo. Cabot ritiene Stabler responsabile per aver parlato col padre esponendogli le sue convinzioni riguardo allo stupro ed alla morte della figlia.
- Guest star: Joe Morton (Ray Bevins), Paul Leyden (Perry Williams), D.J. Cotrona (Donovan Alvarez).

## Perfezione
- Titolo originale: Perfect
- Diretto da: Rick Wallace
- Scritto da: Jonathan Greene e Robert F. Campbell

### Trama
L'omicidio di una ragazza di quattordici anni conduce gli investigatori da un importante medico, specializzato in terapia riproduttiva. Per finanziare la sua ricerca sulla clonazione umana, ha allestito rifugi in tutta New York per ragazze adolescenti in difficoltà. Quando scoprono che Jessica Morse, una ragazza scomparsa si nasconde sotto falso nome in uno di loro, dicendo di chiamarsi Margery Maddox, l'Unità vittime speciali svela che i rifugi in realtà indottrinano le ragazze, sottratte a famiglie molto abbienti e plagiate psicologicamente, con lo scopo di metterle incinte. Quando ritornano con un mandato presso il centro gestito da Paula Haggerty, quest'ultima riesce a traslocare al volo prima di farsi coglier in flagrante. A capo di tutta l'organizzazione, che si comporta come una setta ed ha come segno distintivo dei membri un tatuaggio con il simbolo dell'infinito, c'è il sedicente Dottor Garret Lang. I figli concepiti tramite l'inseminazione artificiale dal dottore, usando il suo stesso seme, vengono venduti a coppie ingenue, incapaci di concepire, che pensano che il loro stesso DNA sia stato usato per produrre un bambino clonato. Nonostante il successo delle indagini, Cabot non è in grado di perseguire il dottore fino a quando il capo del rifugio della ragazza scomparsa non si fa avanti con la verità.
- Guest star:  Barbara Barrie (Paula Haggerty), Kimberly J. Brown (Jessica Morse / Margery Maddox), Gale Harold (Dottor Garret Lang).

## Senz'anima
- Titolo originale: Soulless
- Diretto da: Chad Lowe
- Scritto da: Lisa Marie Petersen e Dawn DeNoon

### Trama
Una notte una vittima di stupro, Chloe Dutton, viene portata in ospedale con un timbro sulla mano, e quando Benson cerca di interrogarla, lei insiste sul fatto che dopotutto non è stata violentata e che era ubriaca. Poco tempo dopo, l'infermiera annuncia che lo stupratore ha rapito Chloe dall'ospedale. Chloe viene successivamente trovata morta e uno dei sospetti coinvolti nella sua morte si rivela essere un sociopatico con una storia di omicidio alle spalle.